# James McRae
Pour les articles homonymes, voir McRae.
James McRae, né à Adélaïde le 27 juin 1987, est un rameur d'aviron australien.

## Palmarès

### Jeux olympiques
- 2008 à Pékin,  Chine
  - 4e en quatre de couple
- 2012 à Londres,  Royaume-Uni
  -  Médaille de bronze en quatre de couple

### Championnats du monde
- 2010 à Karapiro,  Nouvelle-Zélande
  -  Médaille de bronze en quatre de couple
- 2011 à Bled,  Slovénie
  -  Médaille d'or en quatre de couple